# Magnus Kihlstedt
Magnus Kihlstedt (født 29. februar 1972 i Munkedal, Sverige) er en svensk tidligere fodboldspiller (målmand). Han spillede 13 kampe for Sveriges landshold og var med i truppen til både EM 2000 i Belgien/Holland, VM 2002 i Sydkorea/Japan og EM 2004 i Portugal.
På klubplan spillede Kihlstedt blandt andet fire år i Danmark hos FC København. Han vandt to danske mesterskaber og en pokaltitel med klubben. Han tilbragte også nogle år i Norge hos Brann og Lillestrøm.

## Titler
Dansk Superliga
- 2003 og 2004 med FC København

DBU Pokalen
- 2004 med FC København